# Georg Treu

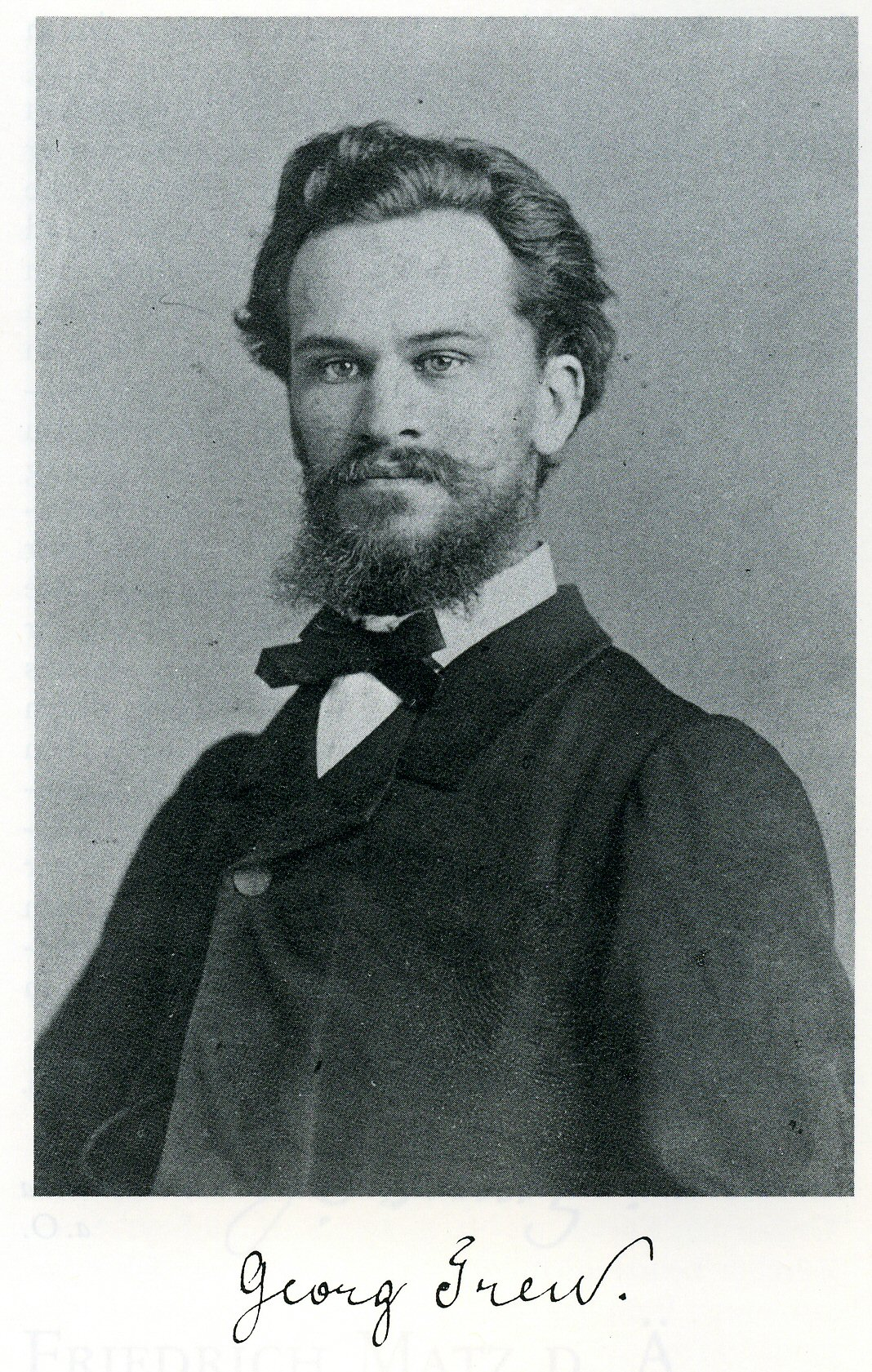
Porträt und Signatur Treus

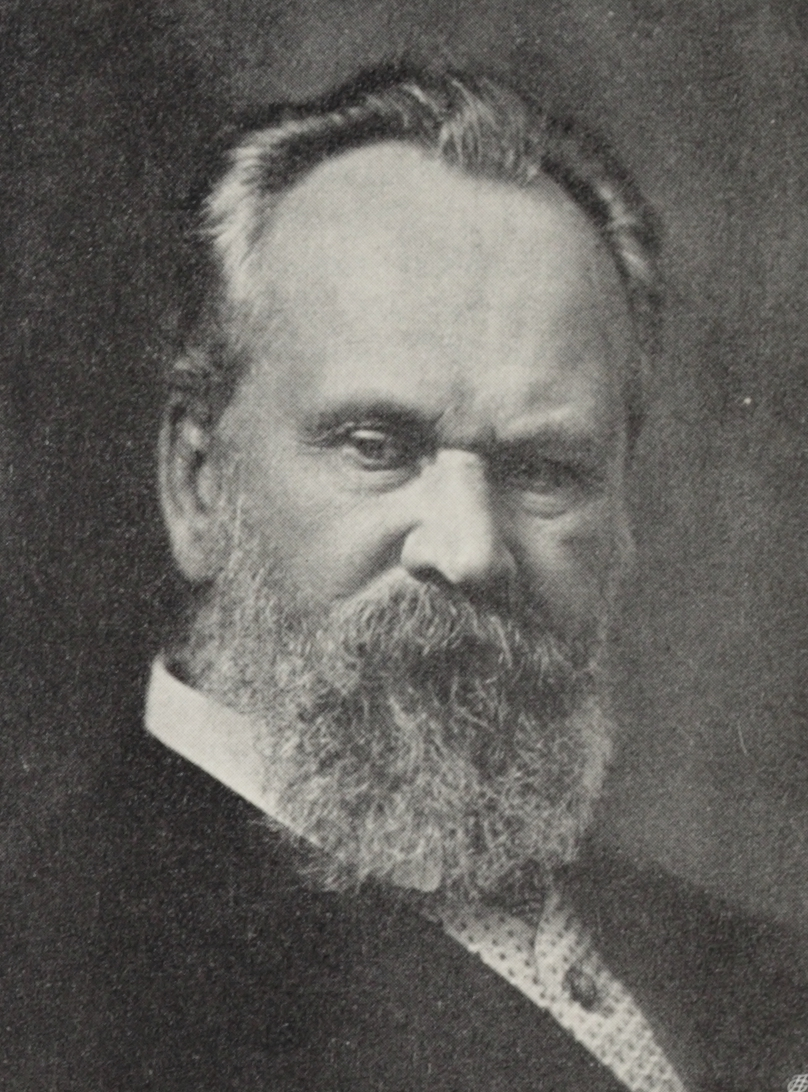
Georg Treu, um 1908

Georg Treu (* 17. Märzjul. / 29. März 1843greg. in Sankt Petersburg; † 5. Oktober 1921 in Dresden) war ein Klassischer Archäologe und Direktor der Skulpturensammlung im Dresdner Albertinum. 

## Leben

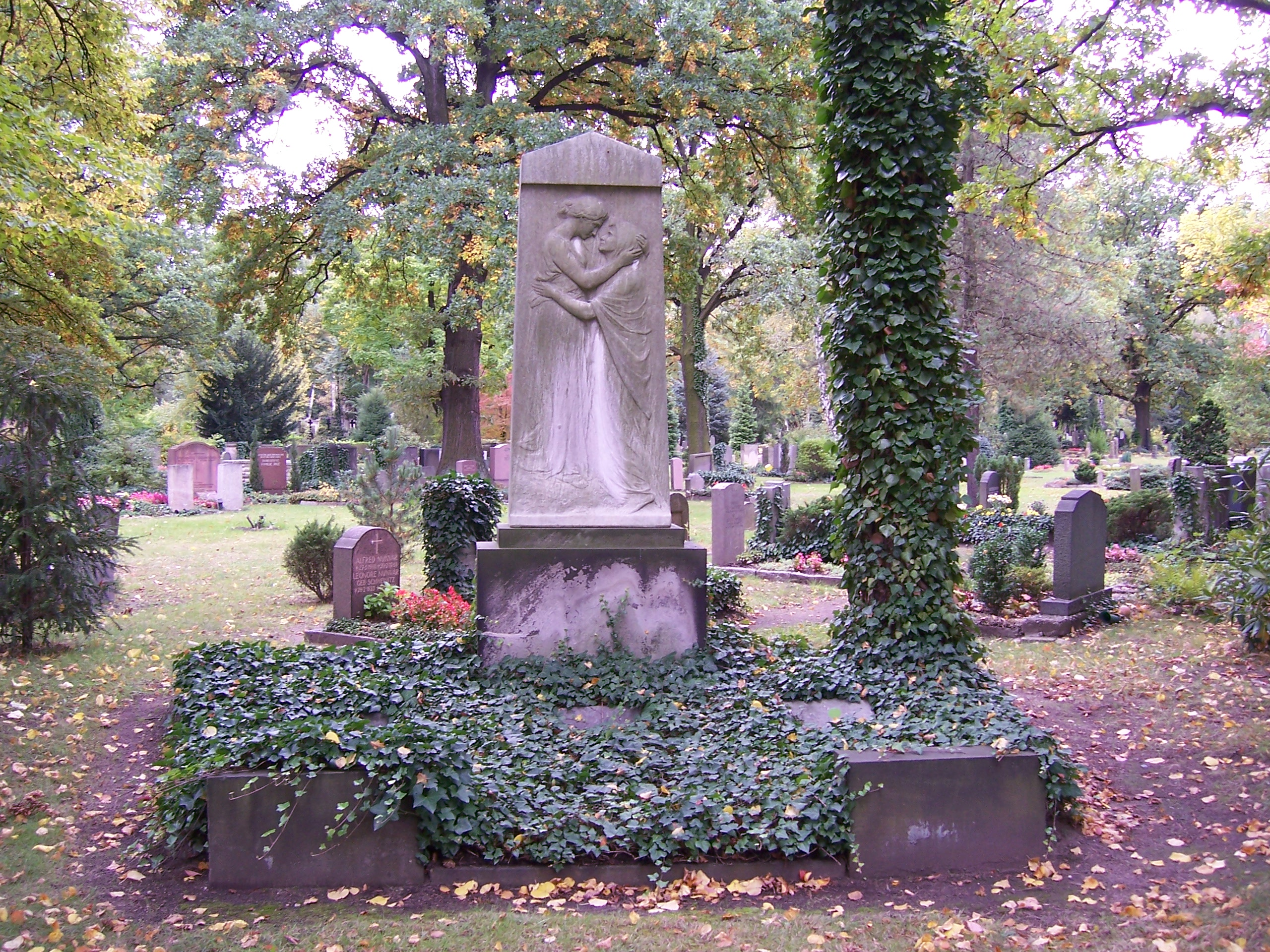
Grab von Georg Treu auf dem Johannisfriedhof in Dresden.

Treu studierte ab 1861 Theologie an der Kaiserlichen Universität Dorpat sowie Archäologie in Berlin. Er war ab 1866 wissenschaftlicher Mitarbeiter in der Antikensammlung der Eremitage in Sankt Petersburg und promovierte 1874 in Göttingen. Anschließend arbeitete er als Privatdozent an der Universität Berlin und war Direktorialassistent an den Königlichen Museen zu Berlin.
Während der deutschen Ausgrabungen der klassischen Stätten in Olympia von 1875 bis 1881 war Georg Treu zeitweilig mit deren Leitung beauftragt. Von 1882 bis 1915 übernahm er als Nachfolger von Hermann Hettner die Leitung der Skulpturensammlung des Albertinums, im ehemaligen Dresdner Zeughaus. In dieser Funktion erweiterte er die bestehende Sammlung durch den Ankauf griechischer Originalskulpturen und antiker Kleinkunst und vervollständigte diese Dokumentation durch zum Beispiel antike Vasen und Terrakotten. Mit der Auflösung der Kurfürstlichen Kunstkammer integrierte er deren Renaissance- und Barockplastiken. Durch den engen Kontakt zu zeitgenössischen Künstlern wie Auguste Rodin, Constantin Meunier und Max Klinger, von denen er mehrere Plastiken erwarb, ergänzte er die Sammlung durch Beispiele der Moderne und schaffte einen neuen Sammlungsschwerpunkt farbiger Plastiken mit Beispielen aus der Antike und der Moderne. Im Jahr 1891 eröffnete er die Abgusssammlung, die als Vorbild für die Gründung des Moskauer Puschkin-Museums durch Iwan Wladimirowitsch Zwetajew diente. Im Jahr 1894 richtete er die „Sammlung der Originalbildwerke“ ein, die antike Originale umfasste, ergänzt durch zeitgenössische Werke. Schon um 1900 galt die Sammlung Treus als weltweit einzigartige Dokumentation zur Geschichte der Plastik.
Treu wirkte von 1882 bis 1909 auch als ordentlicher Professor für Kunstgeschichte am Polytechnikum Dresden, wo er auch Vorsteher der Sammlung für Ältere Kunstgeschichte war. Gleichzeitig war er als Professor an der Kunstakademie Dresden tätig. Georg Treu erhielt 1906 die Ehrendoktorwürde der University of Aberdeen in Großbritannien. Im Jahr 1913 wurde er Ehrendoktor der TH Dresden. Seit 1898 war er ordentliches Mitglied der Sächsischen Akademie der Wissenschaften.
Treu verstarb 1921 in Dresden. Sein Grab auf dem Johannisfriedhof ziert ein Relief des Bildhauers Robert Diez. Der zuvor unbenannte Platz zwischen zwei seiner wichtigsten Wirkungsstätten – Albertinum und Kunstakademiegebäude – erhielt zu seinen Ehren den Namen Georg-Treu-Platz.

## Schriften
- Griechische Tongefäße in Statuetten- und Büstenform, 1875
- Hermes mit dem Dionysosknaben, 1878
- Sollen wir unsere Statuen bemalen? Berlin 1884.
- Die Bildwerke von Olympia in Stein und Ton, 1894
- Constantin Meunier, 1898 (Digitalisat)
- Hellenische Stimmungen in der Bildhauerei, 1910